# Méduse (NN5)
Pour les articles homonymes, voir Méduse.
La Méduse (NN5) était un sous-marin de la marine nationale française, de la classe Diane (1926). Elle a servi pendant l'entre-deux-guerres et la Seconde Guerre mondiale.